# A1 (motorväg, Belgien)
A1 är en motorväg i Belgien som går mellan huvudstaden Bryssel och gränsen upp till Nederländerna. Motorvägen går via Mechelen och Antwerpen. Vägen är även en del av E19.

## Sträckning
Vägen börjar vid den nederländska gränsen. Vägen går sedan mot Antwerpen där vägen ansluter R1. Vägen går sen vidare mot Mechelen för att sluta vid Machelen. Vägen mellan den nederländska gränsen och Antwerpen har två filer i vardera riktning. Vägen där löper parallellt med HSL 4. Mellan Antwerpen och Kontich är det fyra filer i vardera riktning och mellan Kontich och Bryssel är det tre stycken i vardera riktning.
Vägen binder samman det två största städerna i Belgien, Bryssel och Antwerpen. Det gör att vägen används mycket. Avståndet mellan städerna är runt 35 kilometer vilket gör att vägen används för pendling mellan städerna. Därför uppstår det trafikstockningar dagligen och när en olycka inträffar blir det trafikstockning hela vägen.
Vägen används av lastbilar mellan hamnarna i Antwerpen och Rotterdam.
Vägen byggdes till största delen under 1970-talet. Bygget fortsatte under 1980-talet.

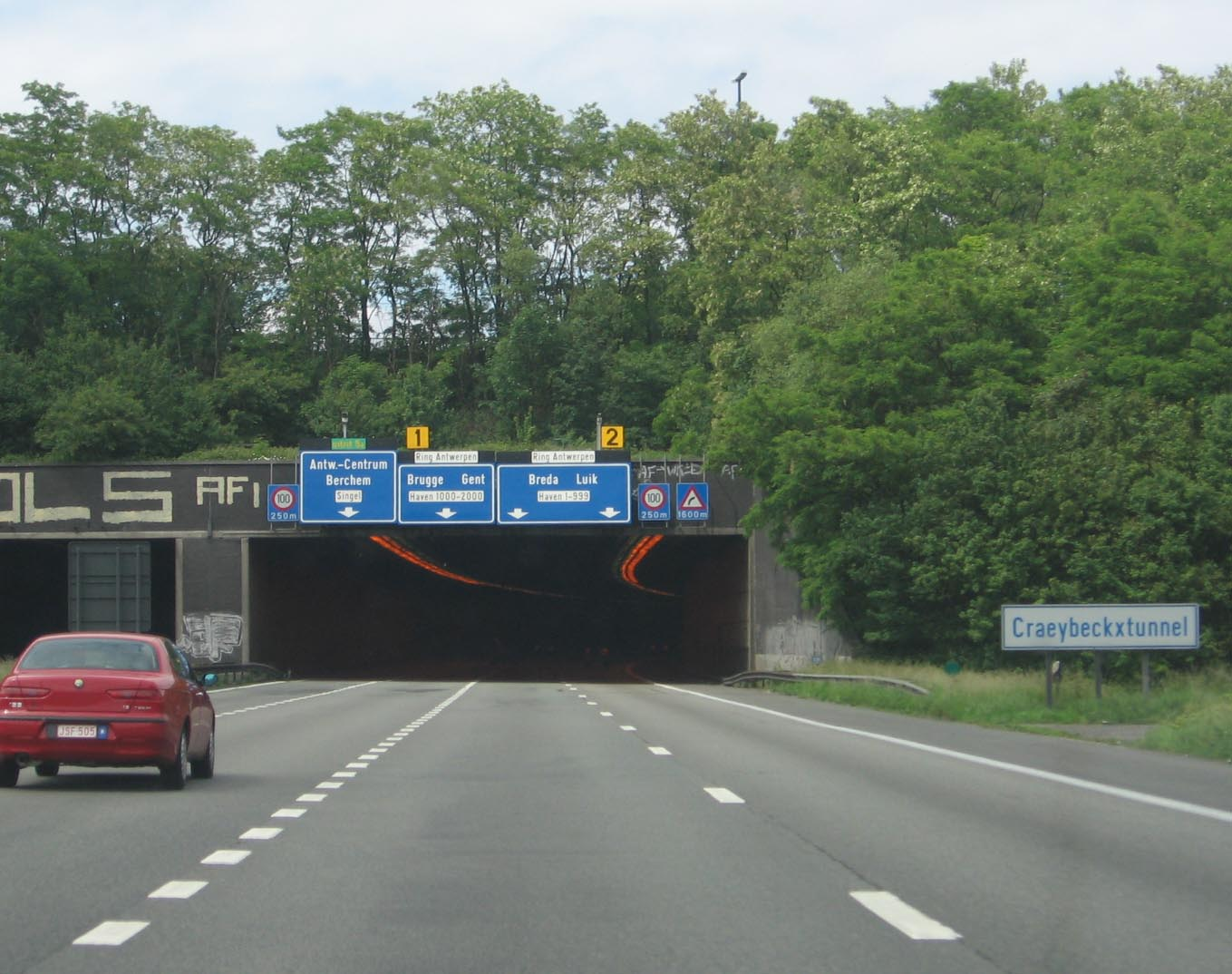
A1 vid Craeybeckxtunneln

| Sträcka                          | Öppningsdatum |
| -------------------------------- | ------------- |
| Rumst - Zemst                    | 29/10-1971    |
| Nederländska gränsen - Antwerpen | 17/01-1972    |
| Zemst - Vilvoorde                | 22/12-1972    |
| Kontich - Rumst                  | 25/06-1973    |
| Vilvoorde - Machelen             | 2/04-1977     |
| Wilrijk - Kontich                | 9/11-1979     |
| Antwerpen - Wilrijk              | 30/11-1981    |

## Trafikplatser
|                                | Nummer | Skyltning                       | Provins                  | Region   |
| ------------------------------ | ------ | ------------------------------- | ------------------------ | -------- |
|                                |        | Gränsövergång B - NL            | Antwerpen                | Flandern |
|                                | 1a     | Transportzone Meer              | Antwerpen                | Flandern |
|                                | 1      | Meer N146                       | Antwerpen                | Flandern |
|                                |        | Minderhout                      | Antwerpen                | Flandern |
|                                | 2      | Loenhout N144                   | Antwerpen                | Flandern |
|                                | 3      | Brecht N133                     | Antwerpen                | Flandern |
|                                |        | Brecht                          | Antwerpen                | Flandern |
|                                | 4      | Sint-Job-in-'t-Goor N117        | Antwerpen                | Flandern |
|                                | 5      | Kleine Bareel N1 N11            | Antwerpen                | Flandern |
|                                |        | Antwerpen-Noord A12 R1 E 19     | Antwerpen                | Flandern |
| Vägen följer R1 runt Antwerpen |        |                                 |                          |          |
|                                |        | Antwerpen-Zuid R1 A12 E 19 E 34 | Antwerpen                | Flandern |
|                                |        | Craeybeckxtunnel                | Antwerpen                | Flandern |
|                                | 6      | Wilrijk R11                     | Antwerpen                | Flandern |
|                                | 6a     | U.Z.A. N106                     | Antwerpen                | Flandern |
|                                | 7      | Kontich N171                    | Antwerpen                | Flandern |
|                                |        | Waarloos                        | Antwerpen                | Flandern |
|                                | 8      | Rumst                           | Antwerpen                | Flandern |
|                                | 9      | Mechelen-Noord N16 R6           | Antwerpen                | Flandern |
|                                | 10     | Mechelen-Zuid B101              | Antwerpen/Vlaams-Brabant | Flandern |
|                                | 11     | Zemst N267                      | Vlaams-Brabant           | Flandern |
|                                |        | Peutie                          | Vlaams-Brabant           | Flandern |
|                                | 12     | Vilvoorde-Luchthavenlaan N211   | Vlaams-Brabant           | Flandern |
|                                |        | Machelen R0 E 19 E 40           | Vlaams-Brabant           | Flandern |